# St.-Nicolai-Kirche (Beidenfleth)

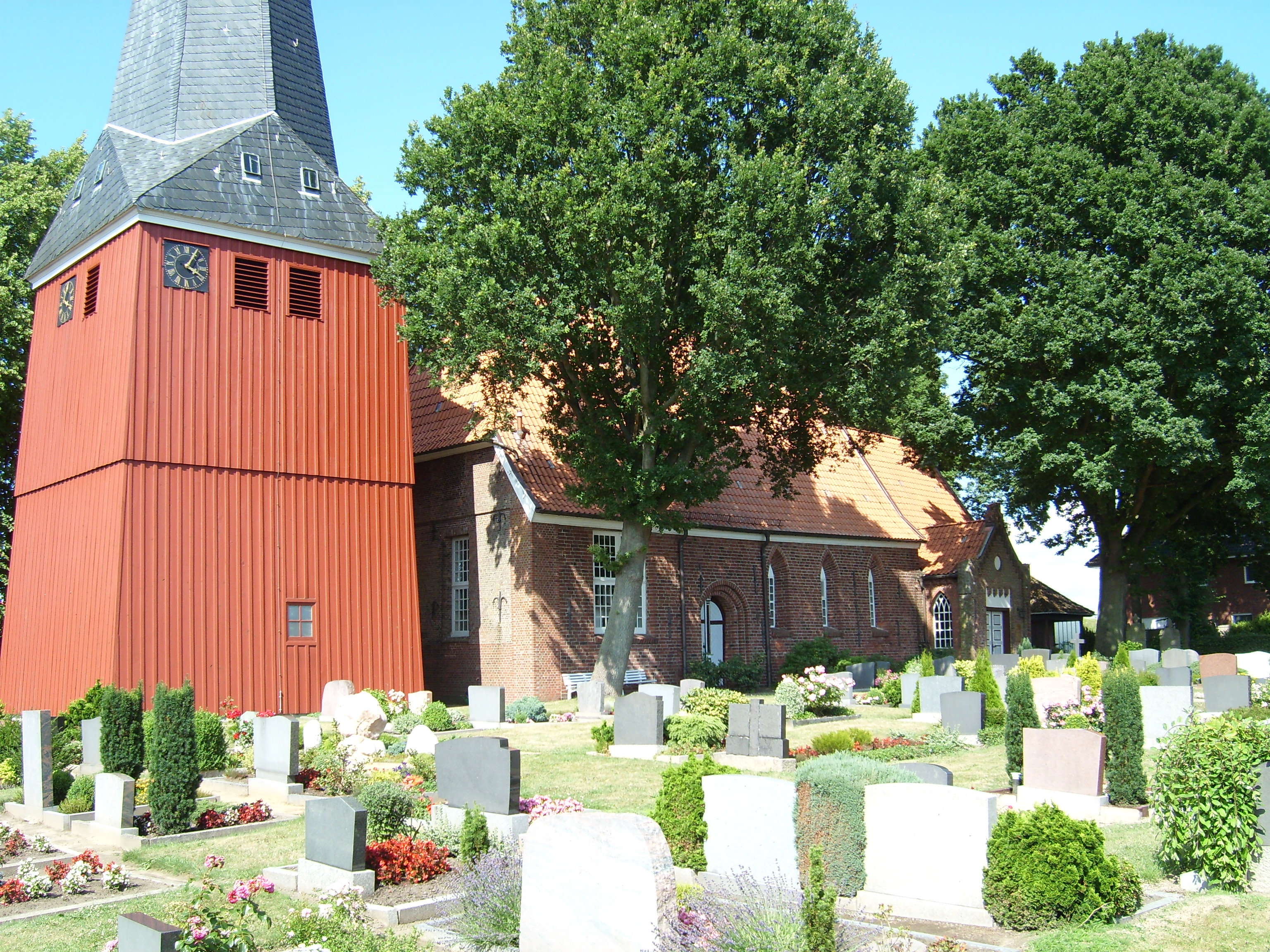
Kirche und Kirchhof

Die St.-Nicolai-Kirche ist eine Kirche in Beidenfleth, die zur evangelisch-lutherischen Kirchengemeinde Wewelsfleth gehört. Das Bauwerk stammt in Teilen aus dem Mittelalter.

## Baugeschichte
Die Fundamente der Kirche stammen vermutlich aus dem 12., spätestens aber aus dem 13. Jahrhundert. Das Gotteshaus wurde vermutlich von Holländern errichtet, die die Marsch entwässerten und kultivierten. Gewidmet wurde die Kirche dem Heiligen Nicolaus, dem Schutzpatron der Schiffer. Im Jahr 1325 wird St. Nicolai zu Beidenfleth im Verzeichnis der Hamburger Domkirche urkundlich genannt.
Der zur Kirche gehörende, freistehende Glockenturm aus Holz (auch Glockenstapel) wurde mehrfach erneuert bzw. restauriert. Überliefert ist der Turmbau im Jahr 1557, ausgeführt von Valentin Möller aus Itzehoe. 1860 wurde der Turm erneuert, es folgten mehrere Restaurierungen (1989/1990, 1998/99). 1990 erhielt er ein neues Fundament.

## Baubeschreibung
Der Backsteinbau besteht aus einem längsrechteckigen Kirchenschiff mit einem eingezogenen Kastenchor. An den Chor schließt sich im Süden ein neugotisches Vorhaus aus dem 19. Jahrhundert an. Das Schiff weist ein rundbogiges Südportal und spitzbogige Fenster auf. Die Fenster des Chors sind schmal spitzbogig und an der Ostseite in einer Dreiergruppe angeordnet. Die Verblendung der Kirche ist allerdings nicht ursprünglich, wodurch auch Fenster mehrfach verändert wurden. So entstanden auch einige rechteckige Fenster.
Der hölzerne Glockenturm steht frei im Westen vor dem Kirchenschiff. Er ist mit einer spitz auslaufenden Haube gedeckt, wie man sie auch bei der Glückstädter Kirche findet.

## Innenraum
Der Innenraum ist größtenteils mit einer flachen Holzbalkendecke versehen, die sowohl Chor als auch Schiff überspannt. Nur im Westen überdeckt eine Holztonne den Bereich der Orgel und Westempore. Ein großer Bogen trennt Schiff und Chor und gibt den Blick frei auf den Altar. Auch die Innenverblendung ist nicht ursprünglich.
Die Westempore von 1707 ruht auf zwei dünnen gedrehten Stützen aus Schmiedeeisen, die oben mit Zierspiralen enden. Auf der Brüstung sind zwölf Bilder (Öl auf Holz) mit Szenen aus der biblischen Geschichte angebracht.

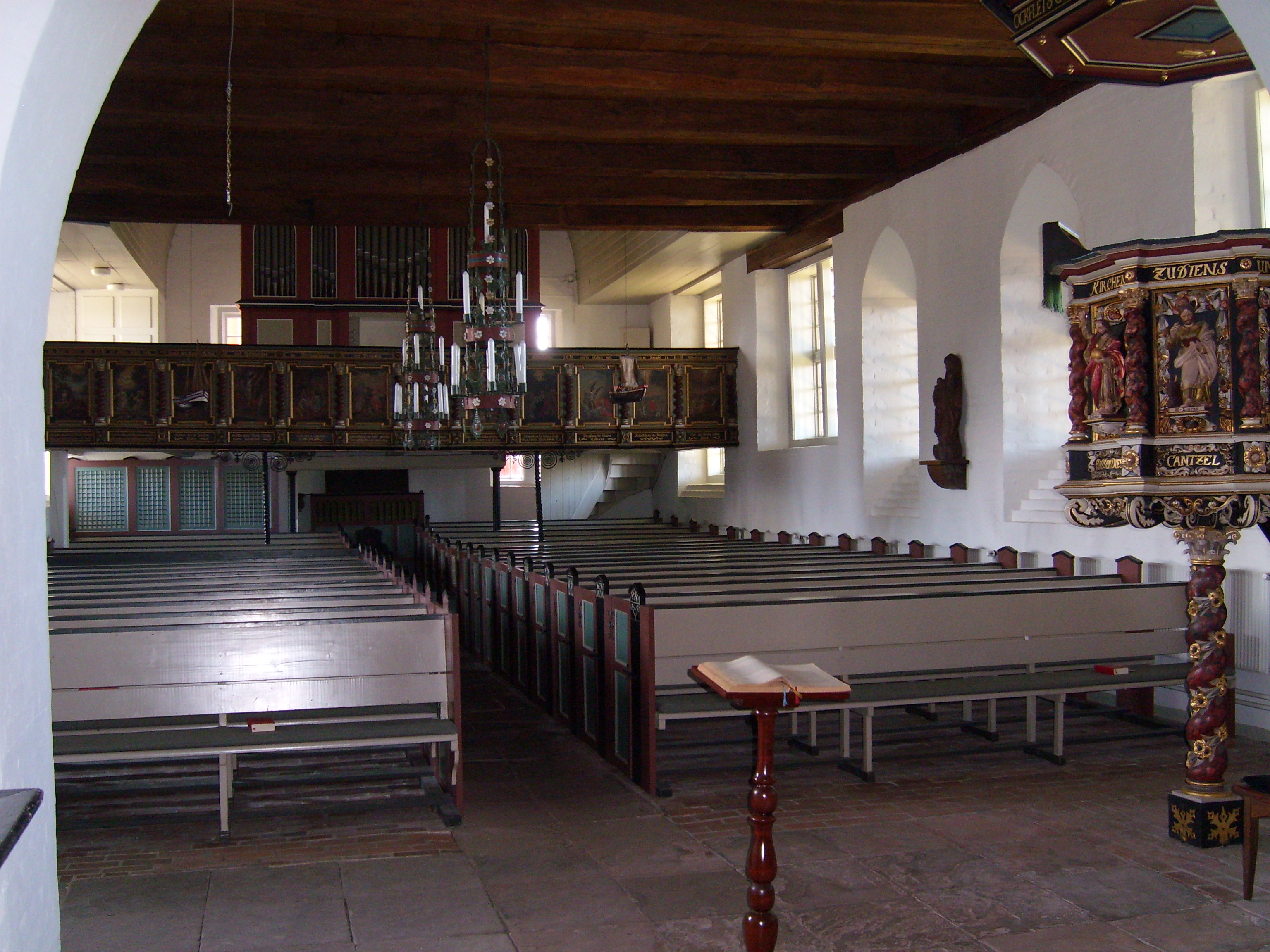
Blick nach Westen
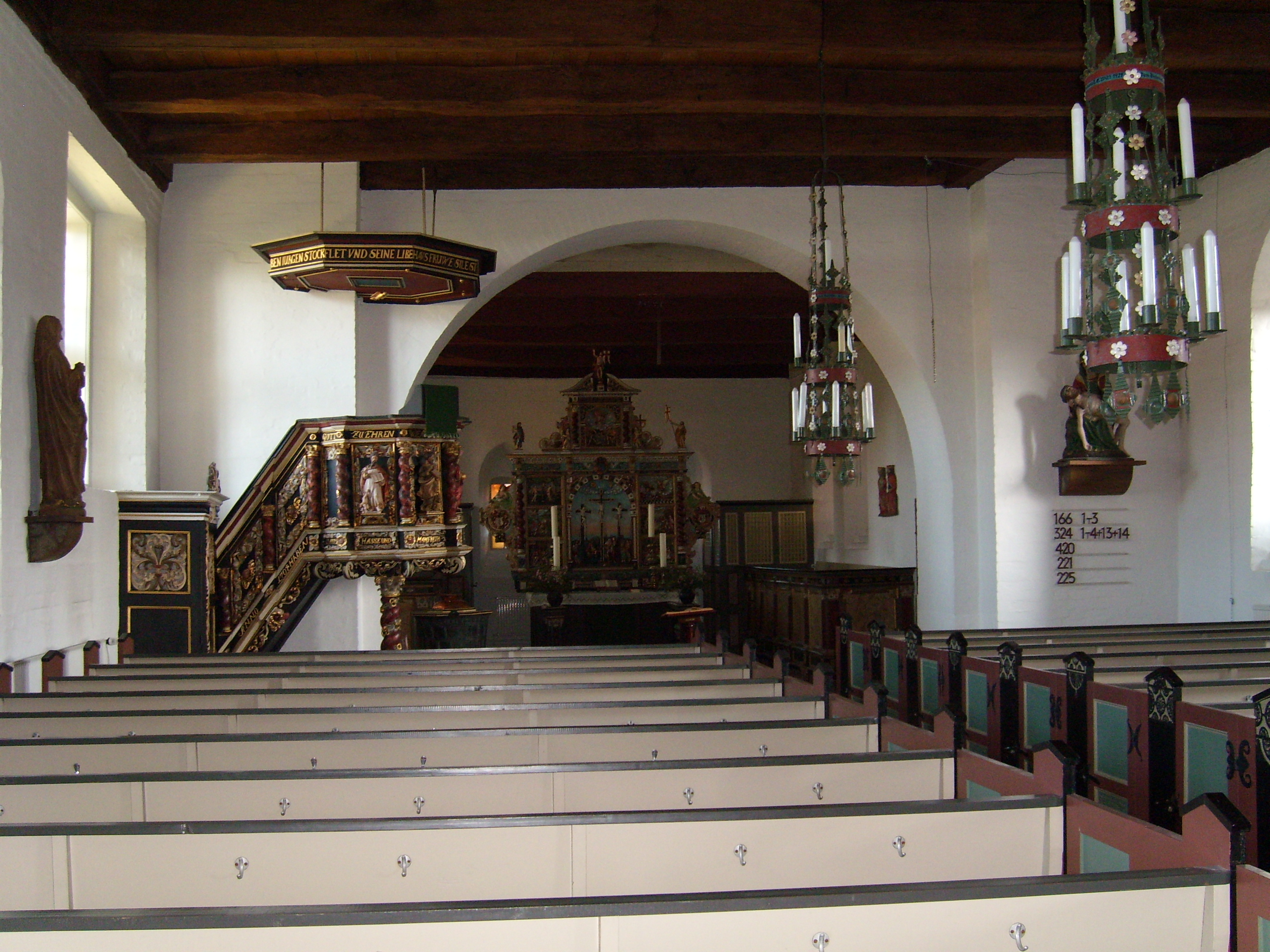
Blick nach Osten
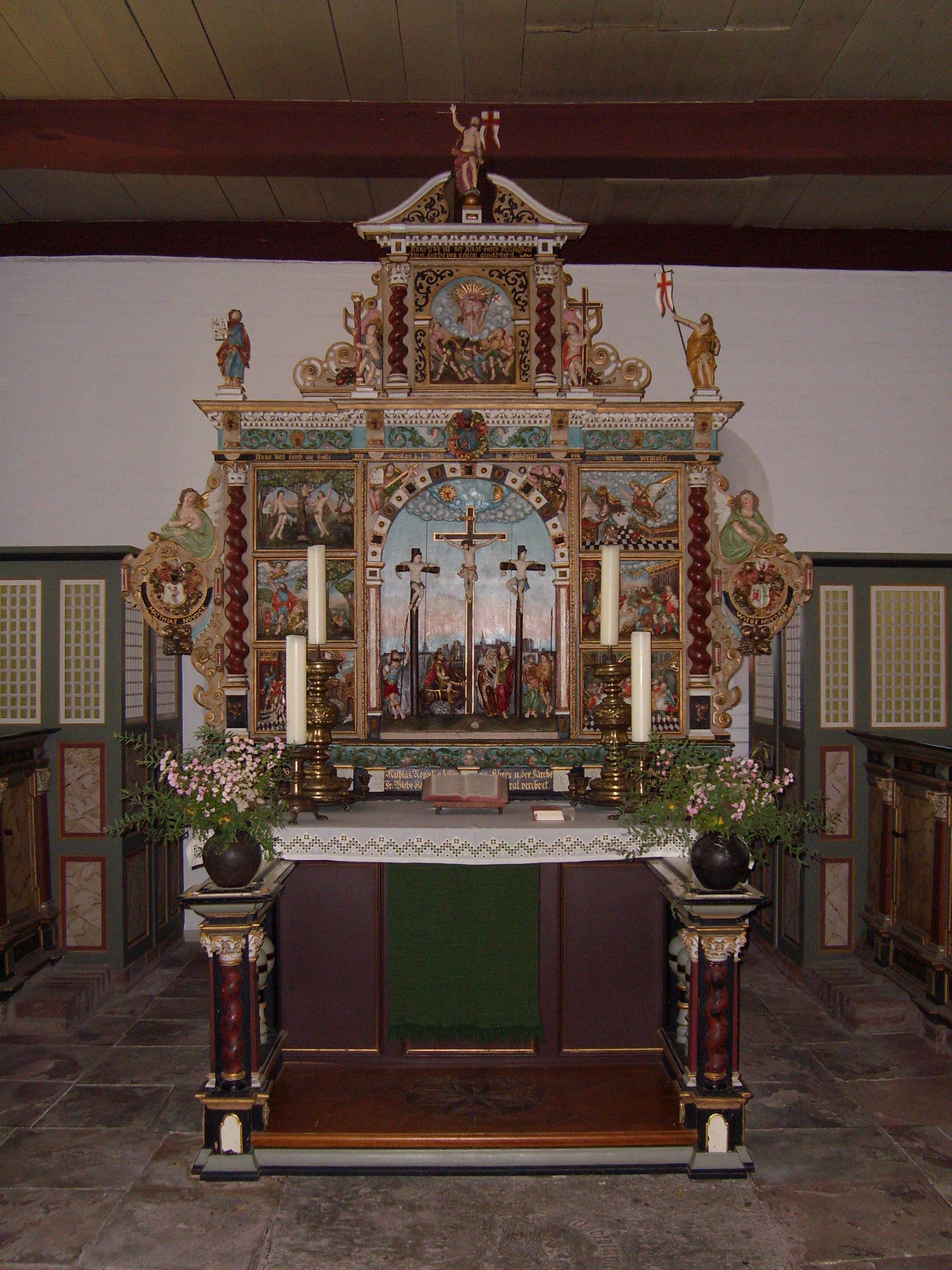
Altar

## Ausstattung
- Altar

Der Altar der Kirche stammt aus den Jahren 1636/1637 aus der Werkstatt des Hamburger Künstlers Hein Baxmann. Die seitlichen Altarschranken gehen auf die gleiche Zeit zurück. Auffällig sind die gedrehten Säulen sowohl an den Seiten des Altaraufbaus als auch an der Vorderseite der Altarschranken.
Der architektonisch eingerahmte geschnitzte Altaraufbau zeigt im rundbogigen Hauptfeld eine plastische  Kreuzigungsszene. Die Seitenfelder stellen in farblich gefassten Reliefs weitere biblische Szenen dar: Links den Sündenfall, die Opferung Isaaks und das Passahmahl, rechts die Verkündigung des Herrn, die Anbetung der Könige und das letzte Abendmahl. Nach oben schließt der Aufbau mit einer Ädikula ab, die die Auferstehung Christi zeigt.
Die beiden Altarleuchter aus Messing mit Balusterschaft und Früchtedekor sind auf 1694 datiert.
- Kanzel

Die 1704 von Claus und Margreth Haß gestiftete Kanzel ruht auf einer gedrehten Säule mit floralem Dekor. Diese Säulenform kehrt auch auf der Brüstung des polygonalen Kanzelkorbs wieder. In den Feldern zwischen den Säulen finden sich Vollfiguren der vier Evangelisten und des Salvators. Ein reich geschmückter Kanzelaufgang und ein achteckiger Schalldeckel vervollständigen das Werk.
- Gestühl

Im erneuerten Gestühl hat man alte Wangenteile und Türfüllungen aus dem 17. Jahrhundert wieder verwendet. So sind Flachschnitzereien und schmiedeeiserne Türangeln erhalten worden.
- Taufe

Die Bronzetaufe von 1340 ist das älteste Kunstwerk in der Kirche. Vier Figuren, die auf einem gestuften Ring stehen, stützen den Kessel. Die Wandung ist in zwei Reihen mit Reliefs von Einzelfiguren versehen, darüber befindet sich ein umlaufender Text in Versalien.
- Triumphkreuz

Das etwa 1,3 Meter hohe Kruzifix aus Eiche stammt aus der Zeit der späten Gotik am Ende des 16. Jahrhunderts. Es stellt den Gekreuzigten mit flatterndem Lendentuch dar, umschwebt von zwei Engeln. Auffällig sind die Vierpass-Enden mit den Symbolen der Evangelisten und den diagonal angesetzten großen Kreuzblumen.
- Opferstock

Der Opferstock von 1709 ist aufwendig gesichert und verziert mit schmiedeeisernen Beschlägen. Er zeigt Rhomben-, Stern- und Volutenornamente.
- Glasmalereien im Chorfenster

Die Glasmalereien wurden 1962 von Professor Einar Forseth aus Stockholm gefertigt. Die Motive beziehen sich auf den heiligen Nikolaus und die Taufhandlung.

## Orgel
Die Orgel wurde im Jahr 1878 von der Orgelbaufirma Marcussen & Søn (Dänemark) erbaut. Das Schleifladen-Instrument hat zehn Register auf zwei Manualwerken. Das Pedal (C-d1) ist an das Hauptwerk angehängt. Das Hauptwerksregister IV wurde später hinzugefügt, als Ersatz für eine Trompete 8'. Die Spiel- und Registertrakturen sind mechanisch.
| I Hauptwerk C–f3 |     |
| Bordun           | 16′ |
| Principal        | 8′  |
| Rohrflöte        | 8′  |
| Octav            | 4′  |

| (Fortsetzung Hauptwerk) |       |
| Quinte                  | 2 ⁄3′ |
| Octav                   | 2′    |
| Mixtur IV               |       |

| II Nebenwerk C–f3 |
| Gedackt 8′        |
| Salicional 8′     |
| Flöte 4′          |

- Koppeln: II/I, I/P (permanent)
- Spielhilfen: Calcant, Evacuant

## Glocken
Die ältere der beiden Bronzeglocken wurde 1605 von B. Karkow gegossen. Sie ist 77 cm hoch und trägt eine dreizeilige Umschrift.
Die andere Glocke stammt von Chr. Haupner aus dem Jahr 1705.  Sie ist 110 cm hoch, zeigt eine mehrzeilige Inschrift und einen umlaufenden Blattfries.

## Kirchhof
Auf dem Kirchhof sind mehrere Grabstelen aus dem 18. und 19. Jahrhundert erhalten. Sie sind in der für die Elbmarschen typischen Form gestaltet, wie wir sie auch in Wewelsfleth und Wilster finden.